# 岡崎正通
岡崎 正通（おかざき まさみち、1946年 - ）は、ラジオディレクター、プロデューサー。音楽評論家（ジャズを中心に評論）。本名、近衛 正通（このえ まさみち）。かつてニッポン放送に在籍していた。

## 来歴・人物
東京都生まれ。公爵で元内閣総理大臣の近衛文麿の孫。親にトランジスタラジオを買ってもらった時がラジオや音楽との出会いであり、本人曰く「どこにでもいるようなポップス小僧」だったとのこと。特に当時洋楽に強かったラジオ関東（現、アール・エフ・ラジオ日本）を良く聴いていたという。高校生になった頃からジャズ喫茶に足繁く通って色々なジャズを聴いており、特に夢中になったミュージシャンとしてトリオ・ロス・パンチョス、オーネット・コールマン、ジョン・コルトレーンを挙げている。
1966年、ジャズの批評同人誌『OUR JAZZ』を発行。同人には副島輝人、佐藤秀樹、杉田誠一等がいた。
大学3年生の秋に、音楽イベントのために広告をもらいにヤマハの事務所に行き、そこで「うちの入社試験を受けたら」との誘いを受け、これはいい話だとその時はその気になっていたが、その年の12月31日、友人が運転する車に同乗している時にラジオを点けたら、自分が観に行った1966年7月に東京厚生年金会館で行われたジョン・コルトレーンのコンサートの模様が流れて来て、そこでそれを放送している局を確かめたらニッポン放送だったことを知り、「このテープがあるところに就職して、一度でいいからそのテープを拝みたい」との思いが高まって一転、ニッポン放送を目指すことになる。
1968年にニッポン放送に入社、最初は放送部に配属。放送部在籍の新人時代に12インチリール3本に収められた、そのコルトレーンのライブ音源は資料室で簡単に見つけることが出来たという。
やはり自分の希望は番組等の制作ということで、制作をやりたいと言い続けてきたところ、放送部の部長に呼ばれて、一本番組を作ってみないかを言われて初めて番組制作に取り組む。この時作った番組は当時朝5時から20分間放送されていた『朝のしおり』。そして放送部に1年半在籍した後に制作部に移る。
制作部に移って間も無く、ディレクターとして渡辺貞夫パーソナリティーの『ナベサダとジャズ』を担当。1970年には当時開局したばかりのFM愛知、FM大阪、FM福岡の各局で放送されていた『ヤングサウンズステレオ』を、同社外の番組ながら担当。
1975年に『高信太郎のオールナイトニッポン』のディレクターを担当。同年のある日にその高から「僕の行く店（新宿の「ジャックの豆の木」）に福岡から出て来た、デタラメな外国語を話す変な奴がいる」という話を聞く。それを聞いた岡崎は、その“変な奴”とは自分と同い年で、かつて自分と一緒に早稲田大学のモダンジャズ研究会にいた森田一義、のちのタモリではないかと直感する。そこで早速岡崎は、高からタモリの連絡先を聞き、当時赤塚不二夫宅にて居候をしていたタモリと久方ぶりの再会を果たす。そしてその年の夏にタモリをニッポン放送に招いてデモテープを録り、翌1976年に『オールナイトニッポン』全般を取り仕切る同番組のチーフに就任、そこでタモリを水曜1部（水曜日深夜25:00（1:00）〜27:00（3:00））のパーソナリティに抜擢し、『タモリのオールナイトニッポン』がスタートする（詳細はタモリのオールナイトニッポン#概要も参照）。
この他にも、桑田佳祐をオールナイトニッポンに誘い、推薦（桑田佳祐のオールナイトニッポン）。1979年4月からは『中島みゆきのオールナイトニッポン』の初代ディレクターを務めた。また、ダディ竹千代もオールナイトニッポンに起用しているが、そこからの引き合いでビートたけしを起用して『ビートたけしのオールナイトニッポン』がスタートすることとなる（詳細はビートたけしのオールナイトニッポン#開始までの経緯を参照）。
同番組以外では、1984年10月から6か月間放送されたナイターオフワイド番組『ラジオショック!うわさのTOP40』で、キッチュ（現・松尾貴史）を起用。同社にキッチュからデモテープが送られてきていたが、岡崎は自分の机のブックエンドの隅に挟んだままで聴かずじまいだった。ある時に部長に机を片付けるように言われて、整理する中でこのテープも捨てるつもりでいたが、捨てる前にこれを聴いてみたところ、そのあまりの面白さからキッチュを番組に起用することにした。後に岡崎はキッチュから「すんでの所で私を使っていただきまして」と言われたが、自分もすんでの所でテープを捨てる所だったと回顧している（詳細はラジオショック!うわさのTOP40#概要も参照）。
その後編成局編成部長、経営企画局長、デジタル事業局長、常務取締役、監査役などを歴任。同社在籍中からスイングジャーナル、ジャズ批評、ミュージック・ライフ、レコード芸術、ＳＴＥＲＥＯ、JAZZ JAPAN、Jaz'in などの音楽雑誌に寄稿。
膨大な量のＬＰ、ＣＤのライナーノーツ解説をはじめ、音楽の著書を出している。2021年6月に同局役職を退任。現在、ミュージック・ペンクラブ・ジャパン会員。

## 担当番組

### ニッポン放送
- 朝のしおり
- ナベサダとジャズ
- 東芝ヒット・キット・パレード
- 飛び出せ歌謡曲
- マンダム・カントリービート
- ビルボード・ホット100
- Ｒ＆Ｂデラックス
- グラミー賞ストーリー
- フアンク・トゥギャザー
- ワールド・ディスク・グランプリ
- ポップ＆ポップス
- ビート・イン・ブティーク
- 歌えジュークボックス
- ソニー・ディスク・フラッシュ
- 日立ミュージック・イン・ハイフォニック
- エルヴィス・プレスリー・ストーリー
- ＢＢＣザ・ビートルズ・・ストーリー
- 燃えよせんみつ　足かけ二日大進撃
- ラジオよひらけハッピッピ
- アグネスのチャン・チャン・ポップス
- おはようアグネス
- ヤッホー・アグネス
- シャナナ銀座
- 日曜日だ突っ走れ
- ポップス・ベスト10
- アルバム・ベスト10
- ローリング・ストーンズ・ストーリー
- カーペンターズ・ストーリー
- ライオン・フォーク・ビレッジ
- サイモン＆ガーファンクル・ギフトパック
- カンタベリー・ポップショツプ
- エルヴィス・プレスリーよ永遠に
- 世界の紅白歌合戦
- ロックンロール・ヒストリー
- ロックンロール・リクエスト
- 高信太郎のオールナイトニッポン
- タモリのオールナイトニッポン
- 中島みゆきのオールナイトニッポン
- ビートたけしのオールナイトニッポン
- こうせつ・郁恵の満天ナイト
- 南こうせつ　星のみちくさ
- イルカの青春サンドイッチ
- スヴィング・オン・バードランド
- 松崎しげるのサウンド・ブティーク
- キャンパスめぐりフォーク・コンサート
- 俺たち音楽仲間
- 坂田明のほとんど天才
- 柳家小三治のサムシング・ジャズ
- サタデー・ヤングナイト
- セイコー・チャレンジ・ポップス
- 桑田佳祐　ミスター・ポップス
- ジョージ・川口　世界は俺を待っている
- 明石家さんま　東京めぐりブンブン大放送
- 80’ｓＪＡＭ　ＮＥＸＴ
- ラジオ・ショック！うわさのＴＯＰ40
- ヤングサウンズステレオ（FM愛知、FM大阪、FM福岡各局放送）
- 他　多数